# Antocha (Antocha) phoenicia
Antocha (Antocha) phoenicia is een tweevleugelige uit de familie steltmuggen (Limoniidae). De soort komt voor in het Palearctisch gebied.